# Hurts So Good
Hurts So Good è un singolo della cantante norvegese Astrid S, pubblicato il 6 maggio 2016 come secondo estratto dal primo EP eponimo.

## Video musicale
Il video musicale, diretto da Andreas Öhman e girato in Svezia, è stato reso disponibile il 6 maggio 2016 in concomitanza con l'uscita del brano.

## Tracce
Testi e musiche di Julia Michaels, Lindy Robbins, Marco Borrero e Tom Meredith.
Download digitale
1. Hurts So Good – 3:28

Download digitale – Live from the Studio
1. Hurts So Good (Live from the Studio) – 3:22

## Formazione
- Astrid S – voce
- Mag – produzione
- Tom Meredith – produzione
- Pär Westerlund – produzione aggiuntiva

## Classifiche
| Classifica (2016) | Posizione massima |
| ----------------- | ----------------- |
| Belgio (Fiandre)  | 91                |
| Belgio (Vallonia) | 90                |
| Norvegia          | 6                 |
| Nuova Zelanda     | 18                |
| Repubblica Ceca   | 55                |
| Slovacchia        | 66                |
| Svezia            | 41                |